# سرگئی بریسوف (دوچرخه‌سوار)
سرگئی بریسوف (انگلیسی: Sergey Borisov؛ زادهٔ ۲۵ ژانویهٔ ۱۹۸۳) دوچرخه‌سوار اهل روسیه است.